# Petri Elek
Petri Elek (Marosvásárhely, 1852. november 20. – Budapest, 1921. március 3.) református lelkész, a Dunamelléki Református Egyházkerület püspöke 1915-től haláláig, 25 éven át a Budapesti Református Teológiai Akadémia tanára.

## Élete
Marosvásárhelyen tanult, míg 1870-ben Pesten a teológiai akadémiára iratkozott be. 1874-ben külföldre menvén, egy évet a marburgi, egyet az utrechti egyetemen töltött. 1876-ban hazajőve, segéd-, a következő évben helyettes, 1879-ben pedig rendes tanára lett a budapesti teol. akadémián a bibliai tudományoknak. 1904-ben ugyanott lelkészi állást foglalt el. A dunamelléki egyházkerület 1881-ben aljegyzővé, 1893-ban pénztárnokká, 1911-ben főjegyzővé, 1915 őszén püspökké választotta. Az országos református lelkészi gyámintézetnek 1895-től 1904-ig előadója, a Magyar Prot. Irodalmi Társaságnak kezdettől választmányi tagja, 1915-től ügyvivő másodelnöke volt. Veje volt Török Pálnak.

## Művei
Vezető részt vett a bibliafordítás revíziójában, ő maga a Sámuel. Krónikák és a Cselekedetek könyvét fordítván le. A P. E. I. L.-ben és az Egyházi Reformban közzétett kisebb tanulmányain, meg a „Kalászok…” közt kiadott gyakorlati dolgozatain kívül a következő nagyobb értekezései és külön megjelent művei vannak: 
- Tájékozás a bibliai bevezetéstan körében (P. E. I. L.. 1889.)
- Újabb tanulmányok a bibliai kritika körében (Uo. 1889.).
- A zsidó nép őstörténetéről (Uo. 1890.). Jeremiás élete és kora (Prot. Szle, 1890.).
- A vallás szerepe a mindennapi életben. (Budapest, 1891.)
- Az újtestamentum társadalmi eszméi és intézményei (Prot. Szle, 1893.).
- Egyházi ünnepeinkről (P. E. I. L. 1894.) Esketési beszéd a budai templom felavatásakor. (Budapest, 1897.)
- Prédikáció a Magyar Prot. Irodalmi Társaság debreceni közgyűlése alkalmával (Emlékkönyv…). (Uo. 1899.)
- Prédikáció püspökké beiktatásakor. (Uo. 1915.)
- Továbbá Baksay Sándornak a temetésén, valamint a gyászünnepén tartott imái (1915.)